# محفل مخفی جمجمه و استخوان
محفل مخفی جمجمه و استخوان (به انگلیسی: The Order of Skull and Bones) که زمانی با نام برادری مرگ خوانده می‌شد، از پر رمز و رازترین تشکیلات در دنیا می‌باشد.

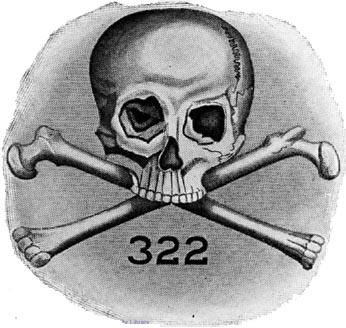
نشان محفل

این محفل که در ۱۸۳۲ بنیان‌گذاری شد در دانشگاه ییل قرار دارد و افرادی همانند جورج بوش پدر، جورج بوش پسر و جان کری در این محفل عضویت دارند. جمجمه و استخوان با نام تجاری «Russell Trust Association» که در سال ۱۸۵۶ ثبت شده‌است، فعالیت می‌کند.
اعضای گروه که خود را مردان استخوان می‌نامند، در جایی به نام مقبره (Tomb) در سه شنبه‌ها و یکشنبه‌های هر هفته خارج از برنامه سر گروه‌ها با هم ملاقات می‌کنند. ۳۲۲؛ سمبل عددی انجمن جمجمه و استخوان است که اکنون عدد ۳۲۲ به عنوان سمبل این انجمن در واقع تداعی‌کننده تاریخ مرگ دموستنس و ارسطو است، عددی که بر روی میز تحریر این انجمن حک شده‌است. این عدد از چنان تأثیر اسرار آمیزی برخوردار است که یکی از فارغ التحصیلان دانشگاه ییل که به هیچ وجه با انجمن جمجمه و استخوان در ارتباط نبود مبلغ ۳۲۲ هزار دلار به این گروه کمک مالی کرد...
فهرست شخصیت‌های معروف محفل استخوان و جمجمه طولانی است و در بین آن‌ها اسامی آشنایی به چشم می‌خورد.

## فیلم های مرتبط
چوپان خوب (فیلم)